# Tramvajová doprava v Lisabonu
Tramvajová doprava v Lisabonu tvoří systém tramvajové dopravy, která obsluhuje Lisabon, hlavní město Portugalska. Je v provozu od roku 1873 a v současné době zahrnuje šest linek. Tratě mají délku 31 km, v provozu bylo v roce 2021 celkem 64 tramvají. Vozovna se nachází v Santo Amaru ve čtvrti Alcântara.

## Historie

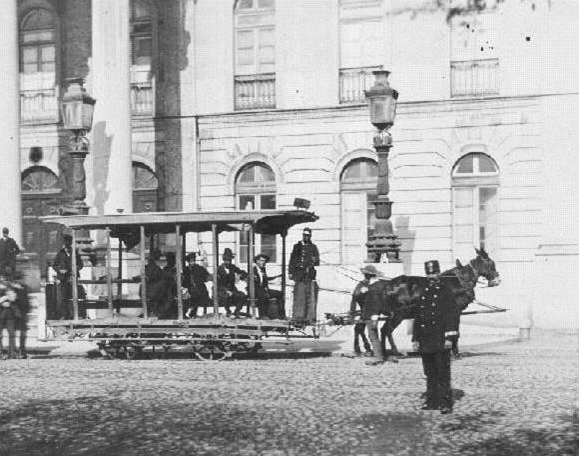
Koněspřežná tramvaj (americano) v Rossiu

### Koněspřežné tramvaje
Představitelé Lisabonu chtěli ve druhé polovině 19. století zřídit systém městské dopravy, a proto udělili koncese na stavbu a provozování lanovek a tramvají. První koněspřežná tramvaj vyjela do ulic Lisabonu 17. listopadu 1873. Vozidla byla podle místa svého původu nazývána americanos. Tratě byly postaveny pouze v rovinatých částech města.

### Lanové tramvaje
Roku 1882 byly představitelům města představeny pozemní lanovky, které měly umožnit dopravu i po strmých svazích, což s animální trakcí nebylo možné. První z nich začala fungovat v roce 1884, čímž zahájila éru lanové dopravy. K pozemním lanovkám zanedlouho přibyly lanové tramvaje. Zřízeny byly nakonec tři trasy.
První linka, uvedená do provozu 15. srpna 1890, byla dlouhá 1,7 kilometru a vedla z Praça Camões do Largo da Estrela. Na konečné Estrela zřídila dopravní společnost malou vozovnu, v níž byla umístěna i parní elektrárna. Tramvajová souprava byla tvořena tažným a vlečným vozem. Vzhledem k tomu, že na této trati byla používána jednosměrná vozidla, byla v Largo da Estrela zřízena točna a v Praça Camões smyčka.  Trať byla v provozu do roku 1913, kdy už byla kvůli konkurenčním elektrickým tramvajím ekonomicky neudržitelná. Její trasa je nyní součástí linky 28E.
Druhá linka vedla z Rua da Palma po 730 metrů dlouhé trase do Largo da Graça; převýšení v tomto úseku činilo 75 metrů. Zprovozněna byla 26. března 1893, vozovna a elektrárna stály u konečné stanice Graça. Trať byla obsluhována obousměrnými vozidly a fungovala do roku 1913. Část trasy byla obnovena v roce 1915, kdy byla využita pro elektrické tramvaje (linka 12E).

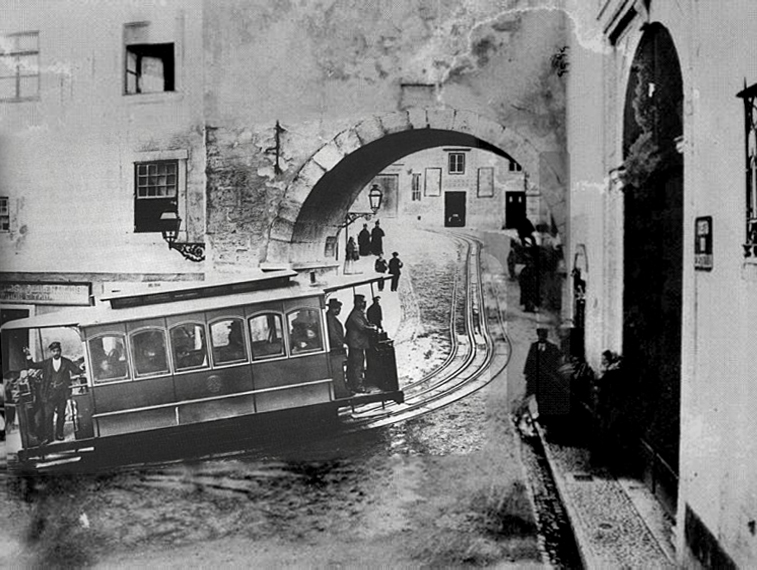
Vůz linky lanové tramvaje Graça projíždějící Svatoondřejskou bránou počátkem 20. století

Dne 15. ledna 1899 zahájila provoz třetí trať lanové tramvaje, oproti předchozím dvěma ovšem na základě jiné koncese. Byla ze všech tří nejdelší, měřila 2,7 km a spojovala São Sebastião a Rossio. Vozovna a elektrárna byly v Palhavã. Trať fungovala pouze dva roky, roku 1901 totiž její provozovatel vyhlásil bankrot.

### Elektrické tramvaje
Dne 31. srpna 1901 byl zahájen provoz elektrických tramvají v Lisabonu a během jednoho roku byly všechny tratě koněspřežné tramvaje elektrifikovány. Do roku 1959 se tramvajová síť dále rozvíjela a v tomto roce dosáhla svého největšího rozsahu, kdy zde jezdilo 27 linek.
Postupná redukce tramvajové dopravy začala s výstavbou lisabonského metra a rozšířením autobusové dopravy.

## Linkové vedení
V roce 2021 bylo v provozu šest linek:
- 12E – Praça da Figueira – Rua Lagares – Miradouro de Santa Luzia – Praça da Figueira (okružní linka, pouze v tomto směru)
- 15E – Praça da Figueira – Belém – Algés
- 18E – Cais do Sodré – Cemitério da Ajuda
- 24E – Praça Luís de Camões – Campolide
- 25E – Praça da Figueira – Campo de Ourique (Prazeres)
- 28E – Praça Martim Moniz – Graça – Estrela – Campo de Ourique (Prazeres)

Všech šest linek obsluhuje pouze jižní část centra Lisabonu a čtvrtě v západní části města. Linka 15E propojuje celé západní pobřeží města s centrem.

## Vozový park
Pro běžný provoz využíval v roce 2021 dopravce celkem 55 tramvají dvou typů:
- 10 ks nízkopodlažních kloubových tramvají Siemens/Duewag z let 1994 a 1995 (č. 501–510, tzv. articulados), které obsluhovaly linku 15E
- 45 ks tramvají CCFL z let 1935–1940, které byly v letech 1995 a 1996 komplexně modernizovány (č. 541–585, tzv. remodelados) a které zajišťovaly provoz na ostatních linkách

Pro turistický provoz bylo určeno dalších devět nemodernizovaných tramvají z let 1936–1947 (v rozmezí čísel 713 a 744).

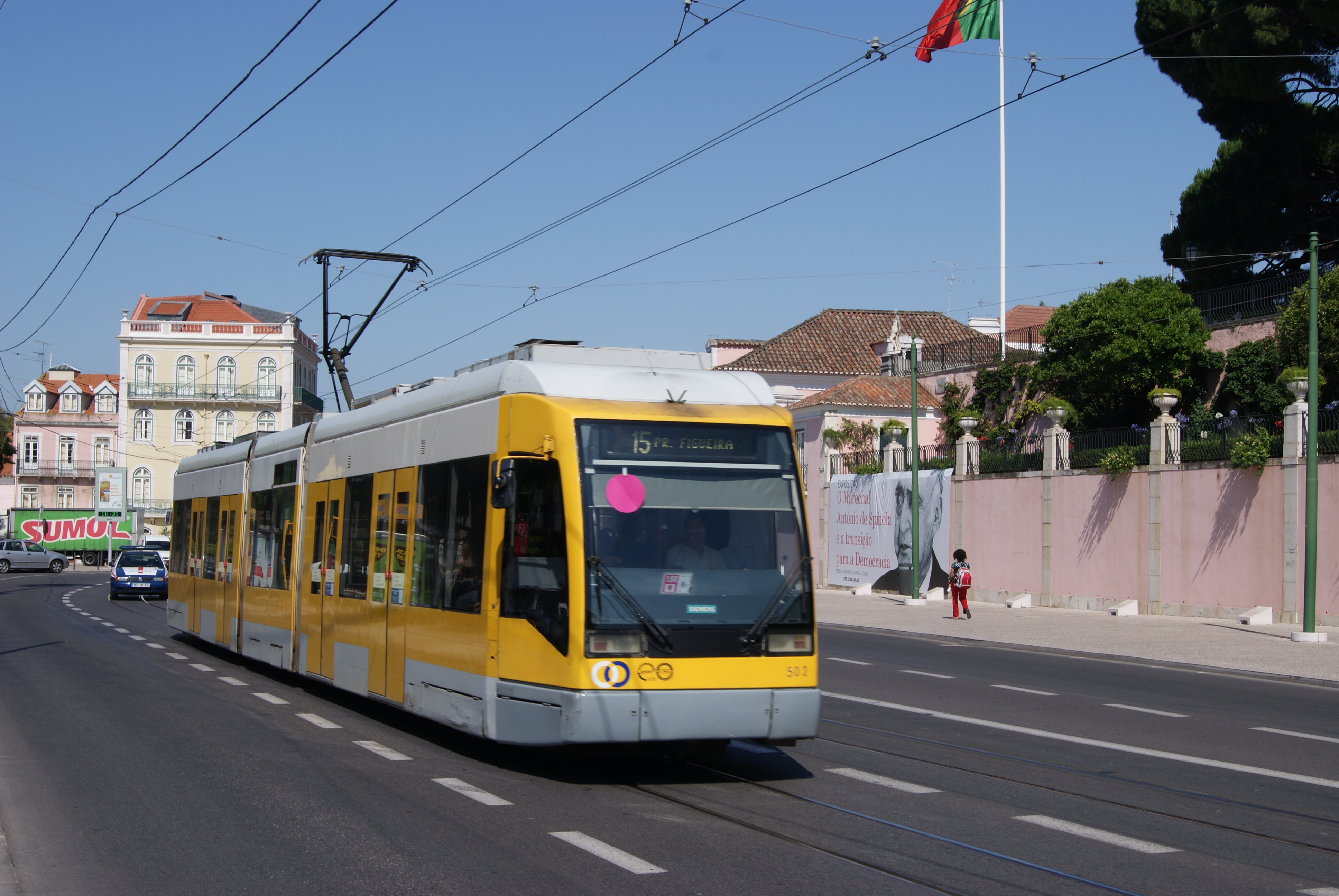
Tramvaj Siemens/Duewag č. 502
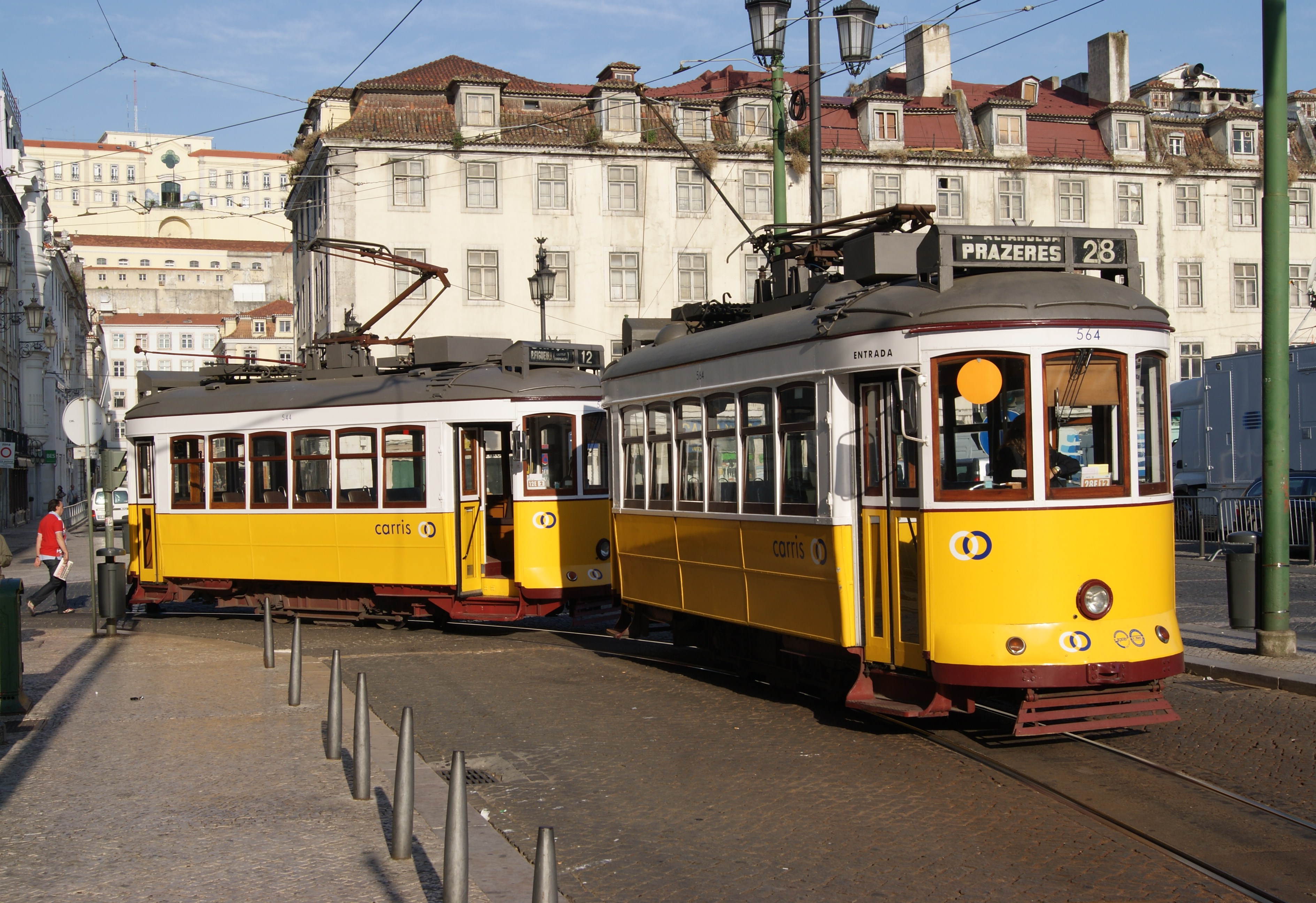
Souprava tramvají CCFL č. 564+544
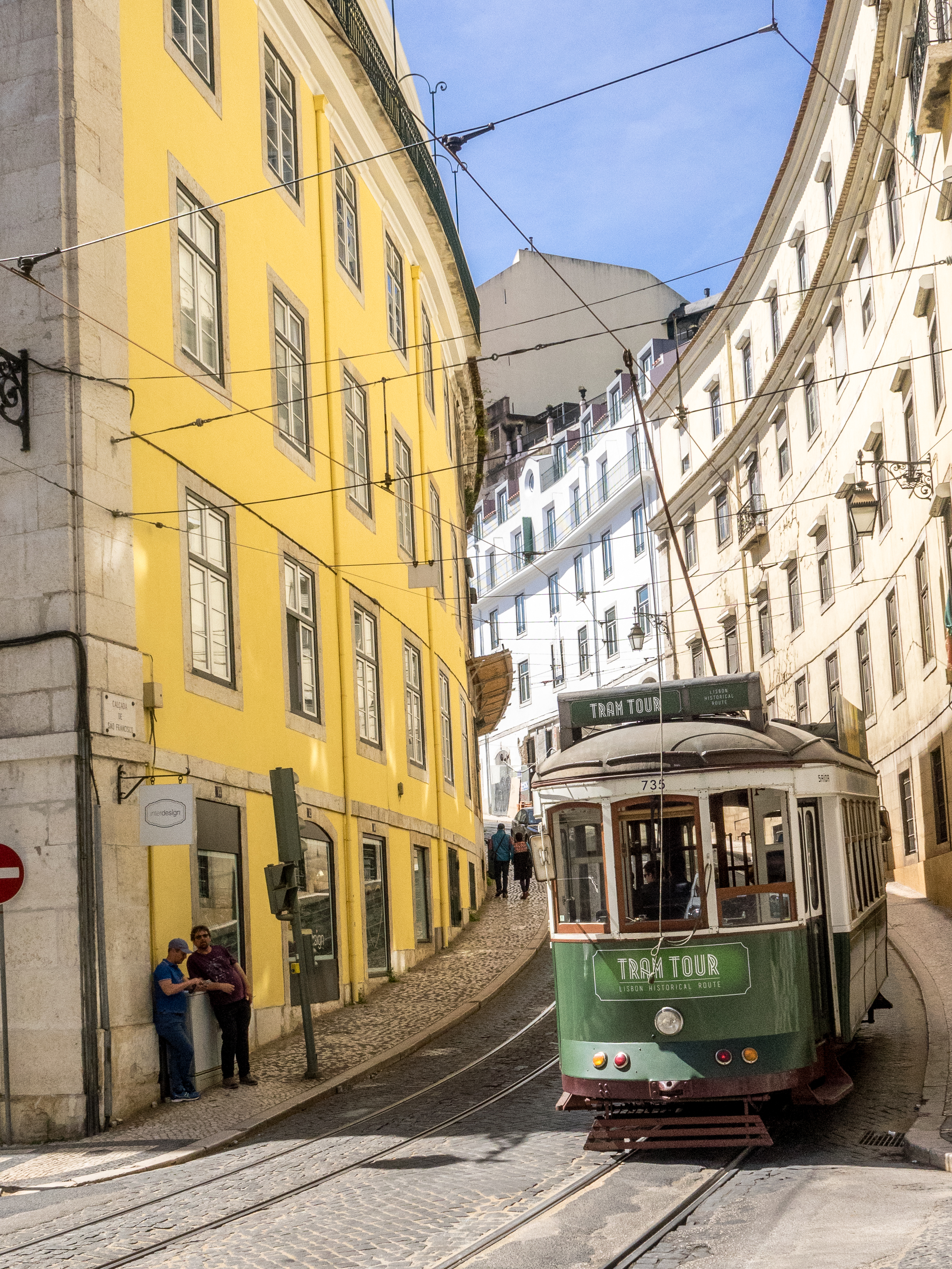
Turistická tramvaj č. 735 stoupá ulicí Calçada de São Francisco
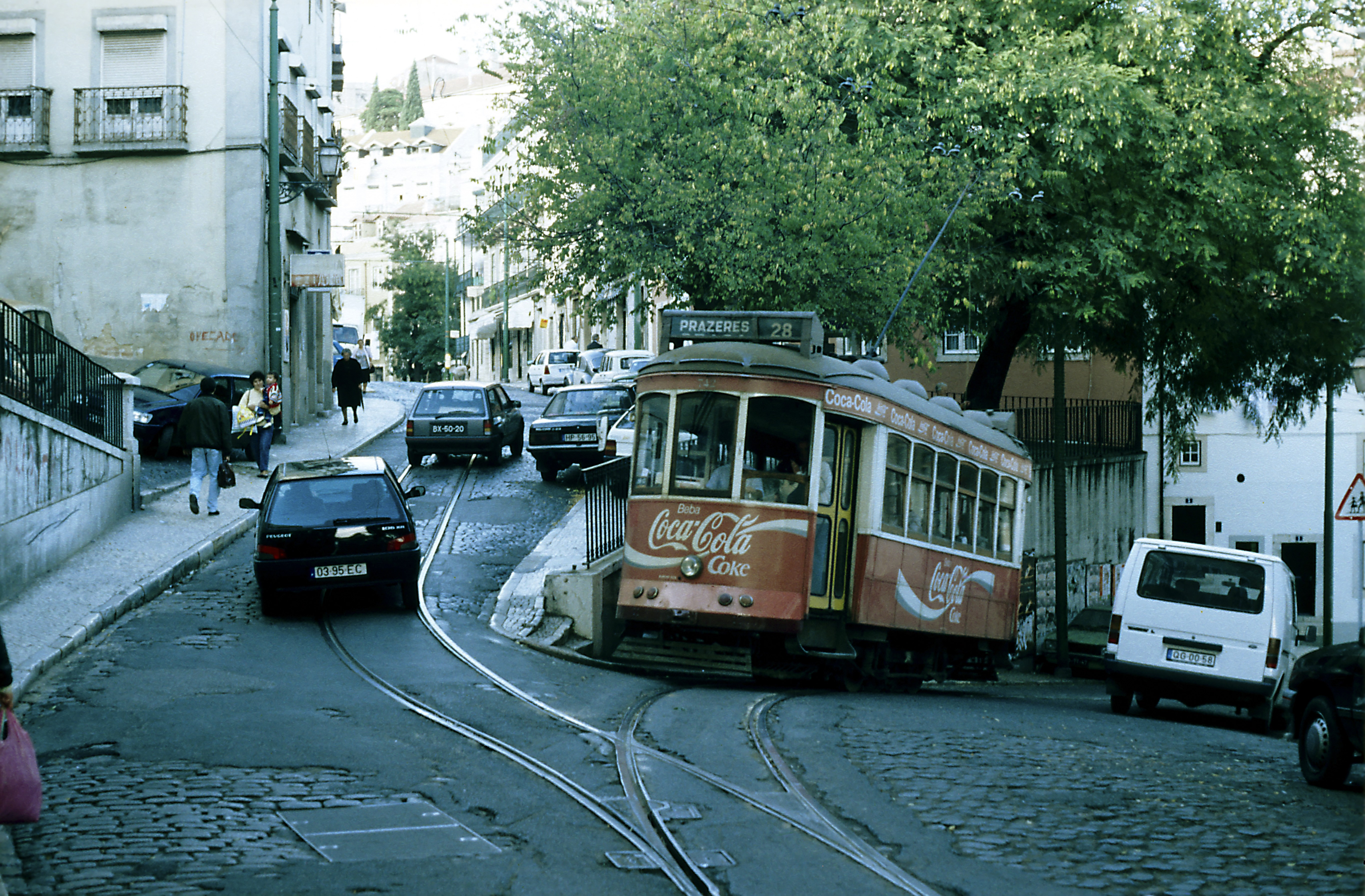
Vůz č. 744 v pravidelném provozu na lince 28E (rok 1994)